# Halticosaurus
Famille
Genre
Espèce
Synonymes
- Tanystrosuchus (Kuhn, 1963, nomen dubium)
- Tanystrosuchus posthumus (von Huene, 1908, Kuhn, 1963, nomen dubium)
- Tanystropheus posthumus (von Huene, 1908, nomen dubium)
- Coelophysis posthumus (von Huene, 1908, nomen dubium)[1]

Halticosaurus est un genre douteux de dinosaures théropodes du Trias supérieur retrouvé en Allemagne.

## Description
Il était d'une taille estimée à 5,5 mètres de long. L'espèce-type, Halticosaurus longotarsus, a été décrite par Friedrich von Huene en 1908. Le nom générique est tiré du grec αλτικος (altikos, « bon/agile sauteur ») et σαυρος (sauros, « lézard »).
Le genre est basé sur l'holotype SMNS 12353, constitué de fragments de mâchoire, de dents, de cou, de dos, de vertèbres, d'humérus, de fémur, d'ilium et de métatarse. La présence d'une main à cinq doigts est le signe d'une forme de dinosaure primitif. Les fossiles ont été retrouvés dans des strates datées du Norien de la formation géologique du  (en), dans le Bade-Wurtemberg. Le matériel est mélangé avec des restes de Sellosaurus gracilis.
Certains chercheurs considèrent que Halticosaurus est le même genre que Liliensternus. Cependant, Samuel Welles a observé des différences entre les deux.
En 2000, Rauhut et Hungerbuhler ont réétudié les restes et on conclut que seuls les fragments des cuisses peuvent être vraiment associés au genre. Cependant, la plupart des os ont été perdus. Pour ces raisons, ils considèrent Halticosaurus comme nomen dubium,.

## Histoire
En 1908, Huene classe le genre chez les dinosaures. L'année suivante, il classe ce dernier chez les Saurischia,.
En 1952, Wilhelm Bock observe suffisamment de caractéristiques unique pour lui créer sa propre famille, Halticosauridae. Celle-ci sera appuyée par la suite par Welles et Chatterjee,.
Avec les années, certains paléontologues tels Simmons (1965), Ostrom (1978), Battail (1986) et Carroll (1988) ont tenté d'associer le genre aux Podokesauridae. D'autres chercheurs, tels Norman (1990), Rauhut et Hungerbuhler (2000), ont voulu effectuer une analyse phylogénétique, mais ont échoué en raison de la nature trop fragmentaire des restes